# Госцинна
Госцинна (пол. Gościnna) — село в Польщі, у гміні Гожковиці Пйотрковського повіту Лодзинського воєводства.
Населення — 353 особи (2011).
У 1975-1998 роках село належало до Пйотрковського воєводства.

## Демографія
Демографічна структура станом на 31 березня 2011 року:
|          | Загалом | Допрацездатний вік | Працездатний вік | Постпрацездатний вік |
| -------- | ------- | ------------------ | ---------------- | -------------------- |
| Чоловіки | 168     | 34                 | 112              | 22                   |
| Жінки    | 185     | 31                 | 105              | 49                   |
| Разом    | 353     | 65                 | 217              | 71                   |